# 熱伝達率
熱伝達率（ねつでんたつりつ、英: heat transfer coefficient）または熱伝達係数とは、伝熱において、壁と空気、壁と水といった2種類の物質間での熱エネルギーの伝え易さを表す値で、単位面積、単位時間、単位温度差あたりの伝熱量（すなわち単位温度差あたりの熱流束密度）である。アイザック・ニュートンが1701年に発表したニュートンの冷却法則を根拠としている。単位はW/(m2 K)、記号にはh の他、αが使われることも多い。熱伝達率は流体の速度によっても大きく異なる。
熱伝達率は、対流熱伝達、沸騰熱伝達、凝縮熱伝達など、流体と物体間の熱移動を扱うための係数である。まれに流体温度の代わりに環境温度などを用い、熱伝達率表現によって物体表面の温度上昇が小さい熱放射を近似的に扱うこともある。
一般に、熱伝達率は物体表面で一様ではなく、流れの様相により時間的にも一定ではないが、平均値として熱の移動を扱うことが多く、工学的な係数である。また、空間的には局所の熱伝達率を用いても、時間的には平均値を用いることが多い。これは流れの時間変化に比して、物体の温度変化は緩慢なことが多いためで、流体力学における乱流の速度変動の時間スケールと、伝熱工学における乱流熱伝達率の変動時間スケールには大きな隔たりがある。

## 定義
熱伝達率h は次で定義される：
{\displaystyle h={\frac {Q}{A(T_{\mathrm {w} }-T_{\mathrm {a} })}}={\frac {J}{T_{\mathrm {w} }-T_{\mathrm {a} }}}}
ここで
- Q ：熱移動量 (W)
- J ：熱流束密度 (W/m2)
- A ：伝熱面積 (m2)
- Tw ：物体表面の温度 (K)
- Ta ：流体の温度 (K)[注 2]、ただしTw > Taとする[注 3]。

である。

## 無次元数

### ヌセルト数
ヌセルト数 Nu は無次元化された熱伝達率であり、次の式で定義される：
{\displaystyle Nu={\frac {hL}{k}}}
ここで、
- k ：流体の熱伝導率 (W/(m K))
- L ：代表長さ (m)

である。強制対流の場合にはヌセルト数を無次元流速のレイノルズ数と流体の運動と温度を結びつける物性値であるプラントル数で整理し、自然対流の場合には浮力と粘性力の比であるグラスホフ数とプラントル数で整理するのが一般的である。

### スタントン数
ヌセルト数は熱伝導率を用いて無次元化したが、代わりに比熱あるいは熱容量を用いることもでき、これをスタントン数 St という。
{\displaystyle St={\frac {h}{c_{p}\,\rho \,U}}}
ここで
- cp ：流体の比熱 (J/(kg K))
- ρ：流体の密度 (kg/m3)
- U ：流速 (m/s)

である。

## さまざまな流れにおける熱伝達率
さまざまな場合に対する熱伝達率について実験的、あるいは理論的な式が導出されている。以下ではそれらの式を、ヌセルト数や以下の無次元数を用いた式で紹介する。
- Re = U L /ν：レイノルズ数
- Pr ：プラントル数
- Gr ：グラスホフ数
- Ra ：レイリー数

### 平板の強制対流
層流の場合
温度が均一な板の強制対流のヌセルト数は下記の式で求めることができる。レイノルズ数Re を求めるとき、代表長さには流れ方向の長さをとる。
{\displaystyle Nu=0.664\,Re^{1/2}\,Pr^{1/3}\quad (Re<10^{5})}
乱流の場合
{\displaystyle Nu=0.037Re^{4/5}Pr^{1/3}}

### 真っ直ぐな円管の強制対流
層流の場合
管の長さをl 、管入口からの距離をx とする。また代表長さには円管直径d をとる。速度場、温度場は十分に発達しているとする。
- 管壁温度一定なら

{\displaystyle Nu=3.66\quad (Re<2300,{\frac {x/d}{Re\,Pr}}>0.05)}
- 壁面熱流束一定なら

{\displaystyle Nu=4.36\quad (Re<2300,{\frac {x/d}{Re\,Pr}}>0.05)}
乱流の場合（壁温一定）
- コルバーンの式（Colburn's equation）

{\displaystyle Nu=0.023Re^{4/5}Pr^{1/3}}
- ディタス・ベルター（Dittus-Boelter）の式

{\displaystyle Nu=0.023Re^{0.8}Pr^{n}\quad (0.7\leq Pr\leq 160,\,Re\geq 10^{4},\,l/d>10)}
上式の指数n は、流体を加熱するときn = 0.4、冷却するときn = 0.3とする。また、物性値は出入口における温度の平均値を用いる。
- コルバーンのアナロジーによる式[2]

摩擦係数f が既知であれば、スタントン数St を用いて
{\displaystyle j_{\mathrm {H} }\equiv St\,Pr^{2/3}=f/2}
jH はコルバーンのj因子と呼ばれる。この式は平板についてもよく成り立つ。
- ペトゥコフ（Petukhov）の式

物性値は膜温度における値を用いる。
{\displaystyle Nu={\frac {(f/8)Re\,Pr}{1.07+12.7(f/8)^{1/2}(Pr^{2/3}-1)}}\quad (0.5<Pr<2000,\,10^{4}<Re<5\times 10^{6})}
ただし、f は摩擦係数で次式である：
{\displaystyle f=(1.82\log _{10}Re-1.64)^{-2}}
- グニーリンスキー（Gnielinski）の式

物性値は膜温度における値を用いる。
{\displaystyle Nu={\frac {(f/8)(Re-1000)Pr}{1+12.7(f/8)^{1/2}(Pr^{2/3}-1)}}\quad (0.5<Pr<2000,\,2300<Re<5\times 10^{6})}
{\displaystyle f=(0.79\ln Re-1.64)^{-2}}

### 鉛直平板の自然対流（層流）
厳密解としては
{\displaystyle Nu=0.668\left[{\frac {Gr\,Pr^{2}}{0.5+Pr^{1/2}+Pr}}\right]^{1/4}\quad (Ra<5\times 10^{8})}
これは次で近似できる：
{\displaystyle Nu=0.56(Gr\,Pr)^{1/4}\quad (0.72<Pr<10,\,Ra<5\times 10^{8})}
実験式として次がある。Gr Pr が低い場合は層流、高い場合は乱流支配である。
{\displaystyle Nu={\begin{cases}0.59(Gr\,Pr)^{1/4},&(10^{4}<Gr\,Pr<10^{9})\\0.10(Gr\,Pr)^{1/3}&(10^{9}<Gr\,Pr<10^{13})\end{cases}}}
または
{\displaystyle Nu=\left[0.825+{\frac {0.387(Gr\,Pr)^{1/6}}{\{1+(0.492/Pr)^{9/16}\}^{8/27}}}\right]^{2}\quad (0.1\leq Gr\,Pr\leq 10^{12})}
これらの実験式を用いる場合、物性値は膜温度（壁面温度と無限遠の流体温度の平均）を用いる。

### 水平円柱の自然対流（層流）
水平な円柱が加熱されている場合は、直径d を代表長さにとり、次の実験式がある：
{\displaystyle Nu=\left[0.60+{\frac {0.387(Gr\,Pr)^{1/6}}{\{1+(0.559/Pr)^{9/16}\}^{8/27}}}\right]^{2}\quad (10^{-5}<Gr\,Pr<10^{12})}
これは鉛直平板の式において、l = πd / 2 とおいた場合に非常に近い。

### 水平平板の自然対流
加熱上向き面あるいは冷却下向き面の場合
- 層流：

{\displaystyle Nu=0.54(Gr\,Pr)^{1/4}\quad (10^{4}<Gr\,Pr<10^{7})}
- 乱流：

{\displaystyle Nu=0.15(Gr\,Pr)^{1/3}\quad (10^{7}<Gr\,Pr<10^{11})}
加熱下向き面あるいは冷却下向き面で、層流の場合
{\displaystyle Nu=0.27(Gr\,Pr)^{1/4}\quad (10^{5}<Gr\,Pr<10^{11})}

### 密閉空間の自然対流
縦に長い密閉空間の左右の壁面を高温および低温に保持した場合は、アスペクト比やレイリー数の範囲に応じて次のような実験式がある。ただし、物性値は壁面の温度の平均値を取る。
{\displaystyle Nu=0.22\left({\frac {Pr}{0.2+Pr}}Ra\right)^{0.28}\left({\frac {H}{L}}\right)^{-1/4}\quad (2<{\frac {H}{L}}<10,\,Pr<10^{5},\,10^{3}<Ra<10^{10})}
または
{\displaystyle Nu=0.18\left({\frac {Pr}{0.2+Pr}}Ra\right)^{0.29}\quad (1<{\frac {H}{L}}<2,\,10^{-3}<Pr<10^{5},\,{\frac {Pr}{0.2+Pr}}Ra>10^{3})}

### 概数
流体の種類による熱伝達率の値は次の程度にみつもる。ただし熱伝達率は流れの形態や、固体の物性などによっても変化するため、以下はおおよその値である。また、単位が kcal/(m2・h・℃) であることに注意。国際単位系との関係は 1 kcal/(m2・h・℃) = 1.16279 W/(m2 K) である。
- 静止した空気（無風） 4 kcal/(m2・h・℃)
- 流れている空気 10～250 kcal/(m2・h・℃)
- 流れている油 50～1500 kcal/(m2・h・℃)
- 流れている水 250～5000 kcal/(m2・h・℃)